# Nematochrysidaceae
Famille
Les Nematochrysidaceae sont une famille d'algues de l'embranchement des Ochrophyta  de la classe des Chrysophyceae mais dont le rattachement à un ordre est selon AlgaeBase (4 février 2022) encore incertain Incertae sedis.

## Étymologie
Le nom vient du genre type Nematochrysis,  dérivé du grec νημα / nèma ou νηματος / nèmatos, « fil ; semblable à des fils », et de χρυσός / khrusos, « couleur or »,  littéralement « fil d'or », en référence au thalle filamenteux de cette algue.

## Description
Les Nematochrysis ont un thalle en forme de filament unisérié non ramifié, fixé avec une cellule basale incolore à un substratum. Cellules cylindriques à un ou deux chloroplastes. Les essaims sont biflagellés de type Ochromonas, formés directement à partir d'un protoplaste. Ils ont un stigmate, mais pas de vacuoles contractiles. 

## Taxonomie
Une espèce, Nematochrysis hieroglyphia Waern, a été transférée dans le genre Chrysowaernella (Chrysomeridaceae).
World Register of Marine Species (4 février 2022) place le genre Nematochrysis dans la famille des Phaeothamniaceae. 

## Liste des genres
Selon AlgaeBase (4 février 2022) :
- Chrysothrix Pascher, 1914, nom. illeg.
- Nematochrysis Pascher, 1925